# Der Fuchs war damals schon der Jäger
Der Fuchs war damals schon der Jäger ist ein 1992 erschienener Roman von Herta Müller. Er ist in zweifacher Hinsicht bedeutungsvoll für ihr Werk: einerseits ist es der erste Roman in ihrem Schaffen und andererseits ist es ihr erster Text, nachdem Herta Müller 1987 in die Bundesrepublik Deutschland übergesiedelt ist. Der Roman widmet sich rückblickend ausschließlich der Ceaușescu-Diktatur und ist nach dem Tod des Diktators entstanden. Der Roman gilt als ihr erstes großes politisches Werk zur Diktatur der 80er-Jahre in Rumänien. Er lässt sich ins Genre der autofiktionalen Erzähltexte einordnen, in denen historisch-politische Erfahrungen thematisiert werden.

## Inhalt
Die Handlung des Romans spielt sich in der Endphase des Ceaușescu-Regimes in Rumänien ab und kann zeitlich von Sommer 1989 bis Anfang 1990 eingegrenzt werden. Kurz bevor der Roman endet, wird die Hinrichtung des Diktators und dessen Frau erwähnt, wodurch eine zeitliche Zäsur am 25. Dezember 1989 möglich ist. Die Hauptperson Adina arbeitet als Lehrerin und ihre beste Freundin Clara, die als Ingenieurin tätig ist, in einer Fabrik. Adina war früher mit Paul, einem Arzt, zusammen, der jetzt einer ihrer besten Freunde ist. Adina ist nun mit Iljie, einem Soldat zusammen. Schauplätze sind öffentliche Institutionen wie die Fabrik, die Schule oder das Krankenhaus. Eines Tages lernt Clara einen Mitarbeiter des Geheimdienstes kennen, Pavel. Als sie es herausfindet, sagt sie erstens Adina nichts und zweitens will sie, dass er sie in Ruhe lässt. Leute der Securitate fangen an, Adinas Wohnung zu durchsuchen und schneiden jedes Mal, wenn sie dort sind, einen Teil des am Boden liegenden Fuchsfelles ab. Adina sucht sich daraufhin Hilfe bei Paul, der in der Dissidenten-Szene tätig ist. Er hat zusammen mit Abi eine Musikgruppe, welche systemwidrige Lieder singt, so unter anderem folgender Vers, der immer wieder im Roman auftaucht und die ständige Präsenz markiert: "Gesicht ohne Gesicht", was zu einem Leitspruch des Romans und der Dissidentengruppe wird. Abi wird erpresst und muss eine Erklärung unterzeichnen, dass sich dieser Vers auf den Diktator Ceaușescu bezieht. Die Leute des Geheimdienstes kommen immer wieder und es gibt bald keinen Ausweg mehr, sie schneiden immer mehr Gliedmaßen des Felles ab, die zur ständig wiederkehrenden und omnipräsenten Peinigung des Geheimdienstes wird. Clara warnt Adina, dass Leute verhaftet werden sollten. Zusammen mit Paul flieht sie in ein südromanisches Dorf, zu einem gemeinsamen Freund Liviu. Abi will nicht mitkommen. Pavel Mugru wird nach dem Tod des Diktators selbst zum Gejagten und verlässt mit Abis Pass das Land. Der Roman endet mit dem Gedenken an ihren verstorbenen Freund Abi, der scheinbar wegen eines systemwidrigen Witzes gestorben ist. Man erfährt gegen Ende auch, dass er diesen Rumänen-Witz dem Soldaten Iljie erzählt hat.

## Figuren
Die Personenkonstellation des Romans besteht hauptsächlich aus vier Figuren: Adina, Clara, Paul und Pavel. Adina ist die Protagonistin des Romans. Clara ist ihre beste Freundin und arbeitet in einer Drahtfabrik. Paul ist der ehemalige Freund von Adina und nun ihr bester Freund. Pavel ist Geheimdienst-Offizier bei der Securitate und geht im Verlauf des Romans eine Beziehung mit Clara ein. Daneben gibt es noch Abi, der in der Dissidenten-Musikgruppe mitspielt und am Ende stirbt. Man kann nur annehmen, dass es sich um einen Mord seitens des Geheimdienstes handelt, da seine Wohnung verwüstet beschrieben wird und anzunehmen ist, dass sie ihm einen unfreundlichen Besuch abstatteten. Adina und Clara entfernen sich zunehmend, da Adina Zweifel gegenüber Pavel hegt und später auch herausfindet, dass er nicht, wie er selbst vorgibt, als Anwalt, sondern als Securitate-Mitarbeiter tätig ist. Es gibt sozusagen zwei Dreierkonstellationen in dieser Personenverteilung: Einerseits Pavel und Clara vs. Adina und andererseits Pavel vs. Adina und Paul. Es ist auffällig, dass der Personenkreis doch eher beschränkt ist und auf ein paar wenige Beziehungen reduziert ist, was allgemein als ein Merkmal moderner Literatur anzusehen ist.

## Wichtige Themen
Themen, die im Roman immer wieder auftauchen, sind neben Freundschaft und Verrat vor allem die Diktatur. Die menschliche Existenz in einem totalitären Regime wird aus verschiedenen Perspektiven thematisiert. Dabei steht die Unterdrückung, die Adina seitens des Geheimdienstes erfährt, im Vordergrund. Sie hat es mit Entwürdigungen, Bespitzelungen und Unterdrückung zu tun. Der Text drückt diese Monotonie ihres Lebens performativ durch wiederkehrende, leicht abgewandelte Motive aus, wie das Fuchsfell. So wird ein trister und scheinbar auswegloser Alltag konstruiert.

## Forschungsansätze
Die Interpretationsansätze des Romans kreisen oft um die Frage nach dem Genre und den ästhetischen Mitteln. Die Frage ist, ob die Aneinanderreihung der Assoziationen dem Genre Roman gerecht wird und wie eine spannende Spionage-Geschichte erzählt werden sollte. Dem begegnet Müller mit einer Reihe von scheinbar alltäglichen Dingen in einer monoton konstruierten Welt. Letztlich ist es eine poetologisch Gattungsfrage, der sich die literaturwissenschaftliche Diskussion widmet und auch widmen muss. Des Weiteren gibt die Bildlichkeit und Perspektivik Müllers Poetik Anlass zur Diskussion. Sie kann unter anderem psychologisch gedeutet werden oder werkintern dahingehend betrachtet werden, dass Dinge und Tiere zu Akteuren werden und die Wahrnehmung von ihnen maßgeblich beeinflusst ist. Das komplexe poetische Metaphern-Geflecht zwingt den Leser zu einer sehr aufmerksamen Lesart, da sich einige Konstruktionen zunächst als rätselhaft herausstellen, aber danach trachten, decodiert zu werden. So entsteht ein Geflecht aus Codes und verschiedenen Wahrnehmungen, das an eine Collage erinnert. Das ist umso bezeichnender, da Müller seit 2009 ziemlich ausschließlich nur noch Lyrik in Form von Collagen macht. Die Kritik, die sich hier an die Gattung stellt, mag vergleichsweise begründet sein, jedoch hat man es mit Müllers Texten mit einer sehr speziellen und einzigartigen Erzählweise zu tun, die vielleicht genau durch diese Monotonie das Leben der Diktatur sehr klug und pointiert darzustellen vermag.

## Titel

### Allgemein
Der Titel des Romans ist doppelt bezeichnend für das Werk: Einerseits benennt er das leitende Motiv des Romans, den Fuchs, genauer das Fuchsfell, und andererseits wirft er zunächst einmal Rätsel auf. Denn was heißt es, wenn der Fuchs damals schon der Jäger war? Dieses rätselhafte ist zugleich programmatisch für Müllers Poetik, die ein sehr spezielles Verhältnis zu Dingen und in diesem Roman vor allem zu Tieren konstruiert. Der Titel stellt zwei Behauptungen auf, die sich erst durch eine Entschlüsselung ergeben: Erstens behauptet er, dass der Fuchs mit dem Jäger eine Verbindung eingeht und – wider Erwarten – der Fuchs der Jäger ist. "Damals" behauptet zweitens, dass es schon immer so gewesen ist. Eine Deutung bzw. Decodierung des Fuchsfelles bietet sich in der Rückblende Adinas an, in der sie erzählt, wie sie sich als Kind ein Fuchsfell gewünscht hat: "Der Jäger legte den Fuchs auf den Tisch und strich ihm das Haar glatt. Er sagte, auf Füchse schießt man nicht, Füchse gehen in die Falle. Sein Haar und sein Bart und seine Haare auf den Händen waren rot wie der Fuchs. Auch seine Wangen. Der Fuchs war damals schon der Jäger". Es gibt also eine frappante Ähnlichkeit zwischen dem Jäger, der den Fuchs in die Falle gehen ließ, und dem Fuchs selbst. Einerseits ist das Fell so als Metonymie bzw. Teil des Kindes und dessen Begehren und Ängste und andererseits als Metapher für die Überwachung des Geheimdienstes zu verstehen. Das Fell agiert so maßgeblich strukturbildend. Denn es verweist auf dessen Funktion im Roman: Der Text bewegt sich von Wahrnehmung zu Wahrnehmung und ist maßgeblich über Oppositionen wie Innen vs. Außen, Zentrum vs. Hülle und eben Jäger vs. Gejagter strukturiert. Das Fell fungiert so als Metapher für eine jetzt in der Diktatur vorherrschende Menschenjagd. Füchse jagen normalerweise keine Menschen, aber sie dringen in dessen Umgebung ein, wenn sie beispielsweise die Müllsäcke aufsuchen. Das macht sie zu Grenzfiguren zwischen Natur und Kultur. Das Fell bekommt seine Funktion im Roman aber hauptsächlich über die passive Funktion: Mit einer Rasierklinge trennt der Geheimdienst jedes Mal ein Bein oder einen Arm des Fuchses ab.

### Tiermotivik
Indem die Rasierklinge eigentlich dazu gedacht ist, die menschliche Haut zu rasieren, diskutiert die Denkfigur des Fuchsfelles die Grenze zwischen Tieren und Menschen. In dieser Diskussion, die zwischen den Zeilen mitschwingt, wird eine Nähe und gleichzeitige Ferne konstruiert, und das über die Haut als Grenze. Einerseits erblickt Adina das Fuchsfell distanziert und andererseits nimmt sie das Fuchsfell mit allen Sinnen wahr, indem sie es beispielsweise mit den Füßen fühlt. Was auch passiert und wie nahe sie dem Fuchs auch kommt, sie kann ihn aber nie ganz fassen, er ist und bleibt letztlich nur eine Hülle. Der Fuchs bleibt durch die menschliche Sicht etwas Interpretiertes. Dieser Vorgang ist bezeichnend für Müllers Poetik, denn an diesem Fuchsfell wird performativ vorgeführt, wie Menschen mit Tieren umgehen. Letztlich ist das Zugreifen auf die animalische Welt ein interpretieren, es bleibt beim Fühlen, Berühren und Anschauen des Tieres oder eben wie hier: des Felles. Des Weiteren sind über die Tierhaut und den Titel verschiedene Jäger-Beute-Beziehungen mitgedacht und angesprochen. Der Fuchs des Titels ist dabei ein Jäger, weil er sich in der Natur wie ein Jäger verhält, in dem er lauert und angreift, und weil es einen Jäger gibt, der – durch seine roten Haare – wie ein Fuchs ist. Zusätzlich wird der Staat in einer Diktatur zum Jäger, aber die Opfer werden hier auch zu den Jägern, da sich der Roman kurz vor und kurz nach der Hinrichtung Ceaușescus situiert. Für Adina selbst agiert die Securitate als Jäger, sie jagt aber ihre Freundin Clara, da sie mit Pavel zusammen ist. Pavel wiederum jagt Adina und wird nach dem Sturz des Diktators selbst zum Gejagten und verlässt das Land. Man beobachtet also ein komplexes Netz aus Jäger-Beute-Beziehungen im Roman, was kennzeichnend für ein Leben in der Diktatur ist und im Titel klug platziert wird. Diese Dimension ergibt sich aber erst durch eine Decodierung des Motiv-Netzes und offenbart so die Poetik Herta Müllers. Im Roman gibt es noch weitere Tierdarstellungen, die für den Text bezeichnend sind, wenn sie allegorisch gelesen werden, so gleich zu Beginn: "Die Ameise trägt eine tote Fliege. Die Ameise sieht den Weg nicht, sie dreht die Fliege um und kriecht zurück. Die Fliege ist dreimal größer als die Ameise. [...] Die Fliege lebt, weil sie dreimal größer ist und getragen wird, sie ist für das Auge ein Tier." Erstens verweist diese Stelle auf andere Tierdarstellungen in Müllers Werk, denen es noch nachzugehen gilt. Sie literaturwissenschaftlich einzuordnen, wäre das Ziel. Zweitens offenbart sich an dieser Stelle – rückwirkend gelesen – ein weiteres ästhetisches Programm von Herta Müller. Diese Szene stellt sozusagen in Miniatur dar, was es heißt im Alltag der Diktatur zu leben und verweist auf ein wichtiges Element des Ästhetik des Romans, das sowohl strukturell als auch thematisch agiert: Der Blick.

## Stil

### Blick
Der Blick stellt zunächst thematisch ein wichtiges Element dar, denn das Leben in der Diktatur ist stets ein Blick des Staates auf die Bevölkerung. Das Sehen ist so dem totalitären Regime unterstellt, was sich in den Bespitzelungen und Verhören Müllers äußert. Das geht auch mit einer Art Omnipräsenz der stattlichen Macht einher. Aussagen wie "das Schwarze im Auge" verweisen so auf die totalitäre Überwachung. Auch für ihr gesamtes Werk kann allgemein gesagt werden, dass es ohne den Blick bei Müller keine Literatur gibt. Sie erhebt die Wahrnehmung zum Kern ihrer Schreibweise und daran sind die Augen und der Blick maßgeblich beteiligt. Die Erzählinstanzen entwickeln sich so zu Experten des Hinsehens. Im modernen literaturwissenschaftlichen Diskurs ist das ein Kernthema geworden, denn die Frage danach wie man etwas sieht oder wahrnimmt, ist einer der häufig diskutierten Themen. Denn die Wahrnehmung und das Sehen entscheidet über die Darstellung (Mimesis) der Literatur. Und das Wie bzw. die Form der Literatur macht sie zu einem großen Teil zu dem, was sie ist. Dabei gestaltet sich der Augen-Blick des Sehens aber nicht als ein bis ins letzte Detail durchdachter und reflektierter Blick, sondern vielmehr als ein stets aufmerksamer Blick, der eine scheinbar neutrale Position konstruiert. Diese vielleicht als neutrale Perspektive gewertete Sicht verweist direkt auf die strukturelle Bedeutung des Blickes bzw. der fiktionalen Erzähler-Perspektive im Roman Der Fuchs war damals schon der Jäger und Müllers Werk allgemein. Müller konstruiert im Roman eine "dritte Position der Wahrnehmung". Diese externe Position, die es aber nahelegt, als interne Fokalisierung gedeutet zu werden, bewegt sich an einer Schwelle, und zwar zwischen Wahrnehmung und der Darstellung, was zentral für Müllers Schreiben gesehen werden kann. Denn mit der Thematisierung der Wahrnehmung thematisiert das Werk auch das literarische Schaffen im Allgemeinen, das immer mit Wahrnehmung und Darstellung oder Lesen und Schreiben zu tun hat. Für diesen Roman ist dieses Nachdenken umso bezeichnender, da es sich in einer großen Vielfalt um Wahrnehmungen von Tieren handelt. Tiere werden, wie das Fuchsfell, stets interpretiert und aus einem menschlichen Blick wahrgenommen. Der Text macht kenntlich, was der Blick auf die Tiere mit den Tieren macht und umgekehrt: Tiere sind auch Akteure und tragen maßgeblich zur Wahrnehmung Adinas bei, denn die Darstellung thematisiert auch immer wieder nicht-menschliche Wahrnehmung. So zeigt "Müllers Erzählen die Illusion der Beobachtung einer Wahrnehmung."

### Sonstiges
Des Weiteren zeichnet sich der Roman dadurch aus, dass er sozusagen in Anlehnung an filmtechnische Mittel die Haupthandlung mit immer wieder auftauchenden Wahrnehmungen im Zoom oder Weitwinkel abbildet. Der Roman gestaltet sich als eine Aneinanderreihung von verschiedenen Assoziationen und Wahrnehmungen und erstellt eine Art von Eindrücken in Collage-Form, die den Rezipienten herausfordern. Das geht zum Teil mit einer Orientierungslosigkeit einher, was auf einer bestimmten Ebene die formale Einlösung des Themas der Diktatur ist. Dazu kommt, dass ein roter Faden in der Handlung fehlt, die Episoden springen und ein zerhackter Eindruck entsteht, was einerseits kritisiert wurde, aber andererseits von Müller selbst als eine angemessene Art der Darstellung angesehen wird. Ein weiteres Element, vor allem am Ende des Romans, ist die Erzählerperspektive, die – wie oben schon erwähnt – eine Nähe und gleichzeitig eine Distanz aufbaut. Der Roman hat keine klar nullfokalisierte Erzählerstimme, die den Überblick hat. Vielmehr wechseln sich interne und scheinbar externe Fokalisierung ab mit erlebter Rede. Dazu kommt, dass die Sätze im Roman sehr einfach gehalten werden und oft sogar identisch wiederholt werden. Die Sprache ist aber regelrecht von Metaphern und Metonymien durchdrungen. Das ist der Grund, wieso die Umwelt eine wichtige Rolle erhält und sie als Akteur ins Werk bringt. Die Tropen agieren einerseits als Leitmotiv zwischen einzelnen Textteilen und Figuren, indem sie durch intratextuelle Bezüge auch strukturelle Funktion erhalten, und andererseits verweisen die Tropen auf eine weitere Ebene, die aber zunächst decodiert werden muss. Vor allem die Metaphern erhalten so mehrere Funktionen, weswegen sich die genaue Bestimmung der rhetorischen Figuren als eher schwierig herausstellt. So stellt sich zum Beispiel die Frage, wie das Muttermal Pavels, des Geheimdienst-Offiziers, zu deuten ist. Dieses Bild des Securitate-Mitarbeiters mit offensichtlichem Muttermal agiert, um ihn zu erkennen und eine Art von Syntax herzustellen, kann aber auch als Ausdruck einer bestimmten Wahrnehmung dienen, weil Adina Pavel ganz offensichtlich nicht traut. Hier offenbart sich Müllers poetische Kraft, denn sie schafft es, Tropen zu erstellen bzw. Bilder zu erschaffen, die man verstehen kann, die aber keine direkten Relationen zwischen Bedeutung und Bild aufweisen. Das ist eines der Elemente, das den Roman und allgemein Müllers Erzählweise ausmacht. Diese Art der Metaphorik hat aber indes auch Anlass zur Kritik gegeben. Bei der Bildlichkeit spielt auch die rumänische Sprache eine große Rolle.

## Rezeption
Der Roman gilt als einer der am schwierigsten zu fassenden Texte von Herta Müller. Er hat nach Atemschaukel und Herztier den drittgrößten Erfolg gefeiert. Dennoch wurde das Werk kontrovers diskutiert, so unter anderem in "Das Literarische Quartett" und in den Feuilletons. Streitpunkt war die Frage nach der Metaphorik und Poetik des Romans und ob sie dem Thema gewachsen sind und es angemessen abbilden. Des Weiteren wurden auch der Schreibstil und die kurzen, einfachen Sätze kritisiert, aber auf der anderen Seite auch gelobt.

## Textausgaben
- Herta Müller: Der Fuchs war damals schon der Jäger. Rowohlt, Reinbek bei Hamburg 1992, ISBN 3-498-04352-8.
- Herta Müller: Der Fuchs war damals schon der Jäger. Hanser Verlag, München 2009, ISBN 978-3-446-23333-1.
- Herta Müller: Der Fuchs war damals schon der Jäger. Fischer-Taschenbuch-Verlag, Frankfurt am Main 2009, ISBN 978-3-596-18162-9.

## Forschungsliteratur
- Norbert Otto Eke (Hg.): Herta Müller-Handbuch. J. B. Metzler, Stuttgart 2017, ISBN 978-3-476-02580-7

- Friedmar Apel: Schneiden. Trennen. Zur Poetik des eigensinnigen Blicks bei Herta Müller. In: Norbert Otto Eke (Hg.): Die erfundene Wahrnehmung. Annäherungen an Herta Müller. Igel Verlag Wissenschaft, Paderborn 1991, ISBN 3-927104-15-9, S. 22–31.
- Friedmar Apel: Die Diktatur und die Sichtbarkeit der Dinge. Selbstbehauptung und Engagement bei Herta Müller. In: Eckart Goebel und Eberhard Lämmert (Hgg.): "Für viele stehen, indem man für sich steht". Formen literarischer Selbstbehauptung in der Moderne. Akademie, Berlin 2004, ISBN 3-05-004007-6, S. 290–302.
- Jaqueline Bauer und Nadja Kuhl: Der Fuchs war damals schon der Jäger: Ein Exotikum deutscher Literatur oder Herta Müllers Irritation. In: Joanna Jablowska und Malgorzata Kibisiak (Hgg.): Österreichische Literatur wie ist sie? Beiträge zur Literatur des habsburgischen Kulturraumes. Wydawn. Uniw. Łódzkiego, Łódź 1995, ISBN 83-7016-851-5, S. 25–37.
- Beverley Drive Beverley Drive: A Mutilated Fox Fur: Examining the Contexts of Herta Müller’s Imagery in: Der Fuchs war damals schon der Jäger. In: Brigid Haines und Lyn Marven (Hgg.): Herta Müller. Oxford University Press, Oxford 2013, ISBN 978-0-19-965464-2, S. 84–98.
- Petra Günther: Kein Trost, nirgends. Zum Werk Herta Müllers. In: Andreas Erb (Hg.): Baustelle Gegenwartsliteratur. Die neunziger Jahre. Westdeutscher-Verlag, Opladen/Wiesbaden 1998, ISBN 3-531-12894-9, S. 154–166.
- Brigid Haines und Margaret Littler: Gespräch mit Herta Müler. In: Brigid Haines (Hg.): Herta Müller. University of Wales Press, Cardiff 1998, ISBN 0-7083-1484-8,  S. 14–24.
- Walter Hinck: Die Maulwurfsgänge des Sicherheitsdienstes. Protokoll eines Seelenterrors. Herta Müller: "Der Fuchs war damals schon der Jäger." 1992. In: Walter Hinck: Romanchronik des 20. Jahrhunderts. Eine bewegte Zeit im Spiegel der Literatur. DuMont, Köln 2006, ISBN 978-3-8321-7984-7, S: 242–247.
- Dagmar von Hoff: Platz für die Moral? Herta Müller, ihre Texte und das poetische Moment. In: Brigid Haines (Hg.): Herta Müller. University of Wales Press, Cardiff 1998, ISBN 0-7083-1484-8, S. 86–108.
- Martina Hoffmann und Kerstin Schulz: "Im Hauch der Angst". Naturmotivik in Herta Müllers Der Fuchs war damals schon der Jäger. In: Ralph Köhnen (Hg.): Der Druck der Erfahrung treibt die Sprache in die Dichtung. Bildlichkeit in Texten Hera Müllers. Peter Lang, Frankfurt am Main 1997, ISBN 3-631-30662-8, S. 79–94.
- René Kegelmann: Der Fuchs war damals schon der Jäger. (Zu einigen Besonderheiten der Prosa Herta Müllers). In: René Kegelmann: "An den Grenzen des Nichts, dieser Sprache..." Zur Situation rumäniendeutscher Literatur der achtziger Jahre in der Bundesrepublik Deutschland. Aisthesis, Bielefeld 1995, ISBN 3-89528-132-8, S. 125–133.
- Hannes Krauss: Fremde Blicke. Zur Prosa von Herta Müller und Richard Wagner. In: Walter Delabar et al. (Hgg.): Neue Generation – Neues Erzählen. Westdeutscher-Verlag, Opladen 1993, ISBN 3-531-12447-1, S. 69–76.
- Julia Müller: Wiederholung und Fremdheit: Der Fuchs war damals schon der Jäger. In: Julia Müller: Sprachtakt. Herta Müllers literarischer Darstellungsstil. Böhlau Verlag, Köln 2014, ISBN 978-3-412-22151-5, S. 182–205 (= Literatur und Leben, Band 85).
- Wiebke Sievers: Eastward Bound: Herta Müller's International Reception. In: Brigid Haines und Lyn Marven (Hgg.): Herta Müller. Oxford University Press, Oxford 2013, ISBN 978-0-19-965464-2, S. 172–189.
- Marisa Siguan: Herta Müller: Autofiktion, Bildlichkeit und Erinnerung. In: Marisa Siguan: Schreiben an den Grenzen der Sprache. Studien zu Améry, Kertész, Semprún, Schalamow, Herta Müller und Aub. De Gruyter, Berlin/Boston 2014, ISBN 978-3-11-034834-7, S. 242–285 (Linguae & litterae, Band 45).
- Carmen Wagner: Der Fuchs war damals schon der Jäger. In: Carmen Wagner: Sprache und Identität. Literaturwissenschaftliche und fachdidaktische Aspekte der Prosa von Herta Müller. Igel-Verlag Wissenschaft, Oldenburg 2002, ISBN 3-89621-156-0, S. 54–56 (= Literatur- und Medienwissenschaft, Band 87).
- Paola Bozzi: Der fremde Blick. Zum Werk Herta Müllers. Königshausen & Neumann, Würzburg 2005, ISBN 3-8260-3252-7.
- Li Shuangzhi: Vom Herzen zum Tier und wieder zurück. Eine Untersuchung zur vielseitigen Tiergestaltung in Herta Müllers Herztier. In: Jens Christian Deeg und Martina Wernli (Hgg.): Herta Müller und das Glitzern im Satz. Eine Annäherung an Gegenwartsliteratur. Königshausen & Neumann, Würzburg 2016, ISBN 978-3-8260-5746-5, S. 93–110 (= Würzburger Beiträge zur deutschen Philologie, Band 42).
- Jens Christian Deeg: Unter anderem. Tiere als poetologische Reflexionsfiguren in Der Fuchs war damals schon der Jäger. In: Jens Christian Deeg und Martina Wernli (Hgg.): Herta Müller und das Glitzern im Satz. Eine Annäherung an Gegenwartsliteratur. Königshausen & Neumann, Würzburg 2016, ISBN 978-3-8260-5746-5, S. 111–130 (= Würzburger Beiträge zur deutschen Philologie, Band 42).
- Anna-Kathrin Warner: Die Stirnlocke sieht: Bilder einer totalitären Gesellschaft im Werk von Herta Müller. AVM, München 2011, ISBN 978-3-86306-732-8.